# Quận Jefferson, Oklahoma
Quận Jefferson là một quận trong tiểu bang Oklahoma, Hoa Kỳ. Quận lỵ đóng ở thành phố Waurika 6. Theo điều tra dân số năm 2000 của Cục điều tra dân số Hoa Kỳ, quận có dân số người 2. Năm 2007, ước tính dân số quận này là 6818 người 2.

## Địa lý
Theo Cục điều tra dân số Hoa Kỳ, quận này có diện tích 774 dặm vuông Anh (2.004,7 km2), trong đó có km2 là diện tích đất, 15 dặm vuông Anh (38,8 km2) (1,95%) là diện tích mặt nước.

### Các xa lộ
- U.S. Highway 70
- U.S. Highway 81
- State Highway 5
- State Highway 32
- State Highway 89

### Các quận giáp ranh
- Quận Stephens (bắc)
- Quận Carter (đông bắc)
- Quận Love (đông)
- Quận Montague, Texas  (nam)
- Quận Clay, Texas  (tây nam)
- Quận Cotton  (tây)